# Екваторијална Гвинеја на Светском првенству у атлетици на отвореном 2023.
Екваторијална Гвинеја је учествовала на 19. Светском првенству у атлетици на отвореном 2023. одржаном у Будимпешти од 19. до 27. августа шеснаести пут. Репрезентацију Екваторијалне Гвинеје представљао је 1 такмичар који се такмичио у трци на 800 метара.,
На овом првенству такмичар Екваторијалне Гвинеје није освојио ниједну медаљу али је оборио лични рекорд.

## Учесници
Мушкарци: 
- Фаустино Пријето Алфаро — 800 м

## Резултати

### Мушкарци
| Атлетичар               | Дисциплина | Лични рекорд | Квалификације | Квалификације | Полуфинале           | Полуфинале           | Финале               | Финале       | Детаљи |
| Атлетичар               | Дисциплина | Лични рекорд | Резултат      | Место         | Резултат             | Место                | Резултат             | Место        | Детаљи |
| ----------------------- | ---------- | ------------ | ------------- | ------------- | -------------------- | -------------------- | -------------------- | ------------ | ------ |
| Фаустино Пријето Алфаро | 800 м      |              | 2:04,20 ЛР    | 9. у гр. 5    | Није се квалификовао | Није се квалификовао | Није се квалификовао | 60 / 60 (61) |        |